# Förebergs damm
Förebergs damm är en sjö i Alvesta kommun i Småland och ingår i Lagans huvudavrinningsområde.